# コタコタ県
コタコタ県（コタコタけん、Nkhotakota）は、マラウイ中部州の県（Nkhotakota District）であり、中心となる都市はコタコタ（Nkhotakota Town）である。

## コタコタ県
コタコタ県は4259 km²の面積を持ち、人口は22万9460人である。また、この県の東部はマラウイ湖に面している。なお、コタコタ（Nkhotakota）とはチェワ語で"ジグザグ"を意味する。

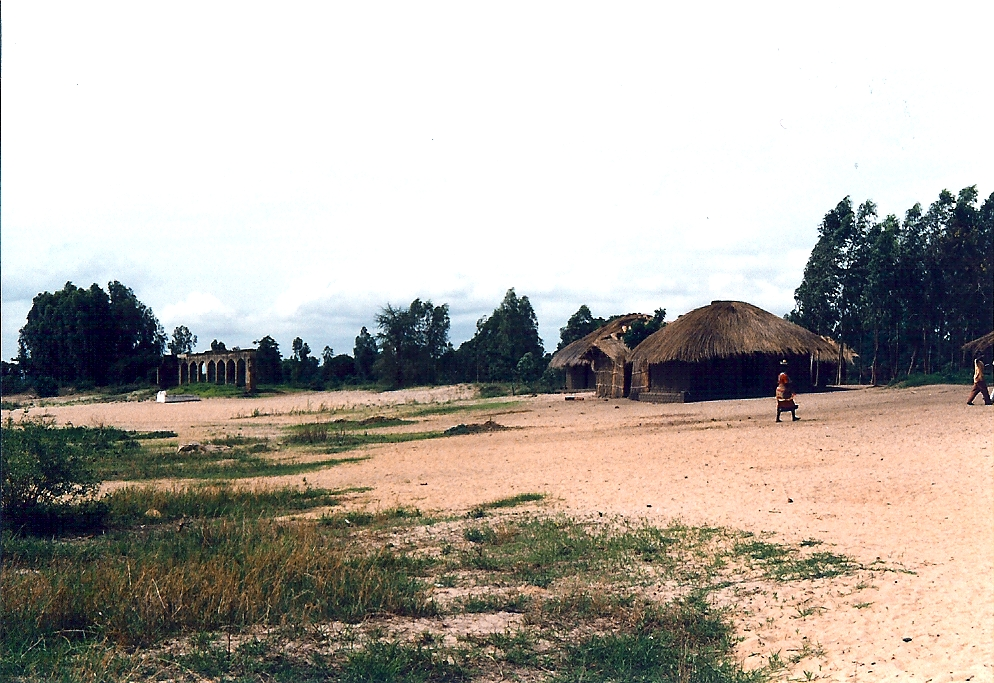
コタコタの風景